# Amatörfotografklubben i Helsingfors
Amatörfotografklubben i Helsingfors (AFK) bildades år 1889. Den är Finlands äldsta och Nordens nästäldsta fotoklubb, dessutom den största svenskspråkiga fotoklubben i Finland. Medlemmar i den första styrelsen blev Hugo af Schultén, ordförande, mag. J. J. Sederholm, sekreterare, intendenten, artisten Thorsten Waenerberg, skattmästare, samt som ordinarie medlemmar stadskamreren Teodor Holmberg och fotograf Daniel Nyblin.